# Isotoma anethifolia
Isotoma anethifolia är en klockväxtart som beskrevs av Victor Samuel Summerhayes. Isotoma anethifolia ingår i släktet Isotoma och familjen klockväxter. Inga underarter finns listade i Catalogue of Life.